# Зюка
Зюка (нім. Sücka) — село в Ліхтенштейні. Розташоване в муніципалітеті Трізенберг, на схід від самого Трізенберга на лівому схилі ущелини річки Заміни.
Складається з будівлі готелю і кількох прибудов.
Із Зюки відкриваються панорамні краєвиди долини річки Заміни.
Околиці поселення складаються із чергування хвойних лісів і альпійських лугів. Існує багато туристичних стежок до вершини хребта.
У горі під Зюкою проходить автомобільний тунель, який сполучає Трізенберг і основну частину країни зі східними ущелинами (пос. Мальбун).

## Посиланя
- [недоступне посилання — історія] Світлина готелю в Зюці
- [недоступне посилання — історія] Світлина дороги до готелю

| Ліхтенштейн | Це незавершена стаття з географії Ліхтенштейну. Ви можете допомогти проєкту, виправивши або дописавши її. |